# Роупер, Билл
Билл Роупер (англ. Bill Roper, родился 27 марта 1965 года) — игровой дизайнер.

## Биография
С 1994 по 2003 год Билл работал в Blizzard North и Blizzard Entertainment, занимаясь управлением производством и дизайном игр серии Warcraft, StarCraft и Diablo. Он также участвовал в озвучивании игр Blizzard.
После ухода из Blizzard Entertainment он стал одним из основателей Flagship Studios. Роупер разработал Hellgate: London и Mythos, но игры не произвели большого впечатления на потенциальных потребителей, и Flagship закрыли в июле 2008 года.
В ноябре 2008 Роупер начал работать в Cryptic Studios в качестве директора дизайна и исполнительного продюсера нового проекта этой компании Champions Online. В 2010 году он покинул компанию, перейдя в Disney, где стал главой подразделения Disney Interactive. Под его руководством студия выпустила Epic Mickey 2: The Power of Two, Fantasia: Music Evolved и Disney Infinity.

### Музыкальная карьера
Роупер выступал в роли Чёрного Капитана на California Renaissance Faires с 1994 года. Он является одним из основателей и автором музыки фольклорной группы Poxy Boggards. Он поёт и играет вместе со своей группой. Композиции с его участием можно послушать на последнем альбоме группы — «Anchor Management».

## Игры
- Flagship Studios:
  - Hellgate: London (2007) — СЕО
  - Mythos
- Blizzard Entertainment:
  - Diablo (1996) — продюсер, звуковой продюсер
  - Diablo II (2001) — ведущий производитель
  - Diablo II: Lord of Destruction (2002) — глобальный распространитель
  - Warcraft: Orcs and Humans (1994) — продюсер, озвучка персонажей, документация
  - Warcraft II: Beyond the Dark Portal (1996) — исполнительный продюсер, консультант по истории, повествованию, голос за кадром
  - Warcraft II: Tides of Darkness (1995) — проектирование, повествование, голос за кадром.
  - Warcraft III: Reign of Chaos (2002) — голос за кадром, Strike Team
  - Warcraft III: The Frozen Throne (2003) — голос за кадром